# Peter Allen
Peter Allen (* 10. Februar 1944 als Peter Richard Woolnough in Tenterfield, New South Wales; † 18. Juni 1992 in San Diego, Kalifornien) war ein australischer Komponist und Entertainer.

## Leben
Allen wurde am 10. Februar 1944 in Tenterfield, einem kleinen Ort in New South Wales geboren. Mit vier Jahren begann er Piano zu spielen; zunächst für sich selbst, später mit Unterricht. Bereits als Elfjähriger wurde er von dem Pub des im Ort ansässigen New England Hotels als Entertainer engagiert. Vier Jahre später – 1959 – traf er dann in Queensland, Australien den Gitarristen und Sänger Chris Bell, mit dem er fortan als Duo The Allen Brothers auftrat. Noch im gleichen Jahr folgte auch das australische TV-Debüt und sie wurden auf nationaler Ebene als Nachwuchstalente entdeckt (TCN 9’s Bandstand, 1960). Zu diesem Zeitpunkt begann Peter Allen auch selber damit – gemeinsam mit Chris Bell – Songs zu schreiben. Ebenfalls 1960 machte das Duo die erste Plattenaufnahme First kiss. Im Jahr darauf folgten weitere Aufnahmen und 1962 dann die erste Tournee nach Asien. Sie entschieden, dort zu bleiben und spielten in Clubs und Hotels teils eigene, teils Fremdkompositionen. 
Während eines Aufenthalts in Hongkong – 1964 – traf Peter Allen die Sängerin und Schauspielerin Judy Garland, die den Allen Brothers ein Engagement in London verschaffte. Dort wurde er auch Garlands Tochter, Liza Minnelli, vorgestellt.

## Karriere
Im Jahr 1965 debütierten die Allen Brothers im US Fontainbleu Hotel, in Miami und im US-Fernsehen bei CBS (TV’s On Broadway Tonight). Konzerte in Toronto und eine US-Tour mit Judy Garland folgten; ebenso erste US-Plattenaufnahmen. Allen heiratete Liza Minnelli am 3. März 1967 in New York. Ein Jahr später wurde das erste Album der Allen Brothers realisiert, begleitet von Gastauftritten in der NBC Tonight Show. Im Jahr 1969 starb Judy Garland und noch im gleichen Jahr trennten sich die Allen Brothers. Fortan verstärkte Peter Allen sein kompositorisches Engagement, wobei ihm die inzwischen zahlreichen Kontakte zur Musik- und Theaterszene hilfreich waren. Auch die Ehe mit Liza Minnelli ging in die Brüche und sie gingen ab 1970 getrennte Wege (andere Quellen sprechen von einer Trennung bereits 1969).

## Solokünstler
Sein erstes Solo-Album als Singer-Songwriter realisierte Peter Allen 1971 und er kehrte für TV-Auftritte nach Australien zurück. In dieser Zeit ist auch der Song Tenterfield Saddler entstanden; das gleichnamige Album folgte etwas später. Sein Debüt an der US-Westküste konnte er 1972 in Los Angeles feiern, wo er mit Bette Midler kooperierte. Zwei Jahre später unterzeichnete er seinen ersten Vertrag mit einem führenden Plattenlabel, A&M Records, und nahm das Album Continental American auf. Sein Debüt als Solo-Künstler in New York fand am 14. August 1975 im Metropolitan Museum statt. Danach folgte eine Australien-Tournee, gemeinsam mit Helen Reddy.
Das 1976er Album Taught by Experts enthielt seinen wohl größten Hit I Go to Rio, der 1977 Platz eins der australischen Single-Charts erreichte und von den Kritikern hoch gelobt wurde. Als Background-Sängerinnen konnte er für dieses Album unter anderen Dusty Springfield, Brenda Russell und Lesley Gore gewinnen. Danach schlossen sich bis 1979 weltweit Konzerte an, so unter anderem in Paris, Sydney, London, New York, Los Angeles und Melbourne. 
Allen hatte privat inzwischen einen Partner – Greg Connell – gefunden, der ihn auch beruflich stützte und so zu den Erfolgen beitrug. Diese lagen mittlerweile mehr und mehr im Bereich der Komposition und der Interpretation durch andere Künstler. So schrieb er zusammen mit Jeff Berry die Ballade I Honestly Love You, die Olivia Newton-John im Oktober 1974 auf Platz 1 der Charts führte und – gemeinsam mit Carole Bayer Sager – den Song Don’t Cry out Loud, der, von Melissa Manchester interpretiert, 1978 ebenfalls unter den Top Ten landete. Während seine eigenen Plattenverkäufe hingegen eher mäßig waren, wusste er doch bei seiner Bühnenpräsenz das Publikum zu überzeugen und ritt 1981 in der Radio City Music Hall, New York, während der Interpretation von I Go to Rio sogar auf einem echten Kamel über die Bühne.
Ein weiterer Höhepunkt seines kreativen Schaffens war 1982 der Gewinn des Oscars für den besten Filmsong Arthur’s Theme (interpretiert von Christopher Cross), gemeinsam mit Carol Bayer Sager und Burt Bacharach. Tourneen und Konzerte in Amerika und Australien folgen – teilweise in großer Anzahl – in den nächsten Jahren. Unterdessen wechselte er Anfang 1983 das Plattenlabel und unterschrieb für Arista Records. 1993 wurde er in Anerkennung seiner Leistungen postum in die ARIA Hall of Fame aufgenommen.

## Letzte Jahre
Allen schrieb 1985 das Broadway-Musical Legs Diamond, das jedoch erst 1988 am Broadway uraufgeführt und nach 64 Shows wieder eingestellt wurde. Peter Allen selbst sang darin einige seiner Songs. Ebenfalls 1988 fand ein Konzert gemeinsam mit Frank Sinatra und Whitney Houston zur Eröffnung der Sanctuary Cove im australischen Surfers Paradise, Queensland, statt.
Sein letztes Album – Making Every Moment Count – stellte Peter Allen 1990 fertig, und vermutlich wusste er bereits von seiner HIV-Infektion, da sein Partner, Greg Connell, bereits 1984 an AIDS gestorben war. 1992 begann er noch eine Australien-Tournee, doch bereits das Konzert in Sydney am Australia Day (zu dieser Zeit am 27. Januar 1992) war sein letztes. Danach trat er nicht mehr auf. Allen starb am 18. Juni 1992 im Mercy Hospital in San Diego an Komplikationen infolge der Immunschwäche AIDS.
Unter dem Titel The Boy from Oz wurde 1995 eine Fernsehdokumentation über das Leben von Allen ausgestrahlt und zwei Jahre später erschien die gleichnamige Biografie von Stephen MacLean. Das biografische Musical The Boy from Oz wurde am 5. März 1998 in Sydney uraufgeführt und feierte am Broadway, mit Hugh Jackman in der Hauptrolle, am 16. Oktober 2003 Premiere.